# Coup d'État de 2008 en Guinée

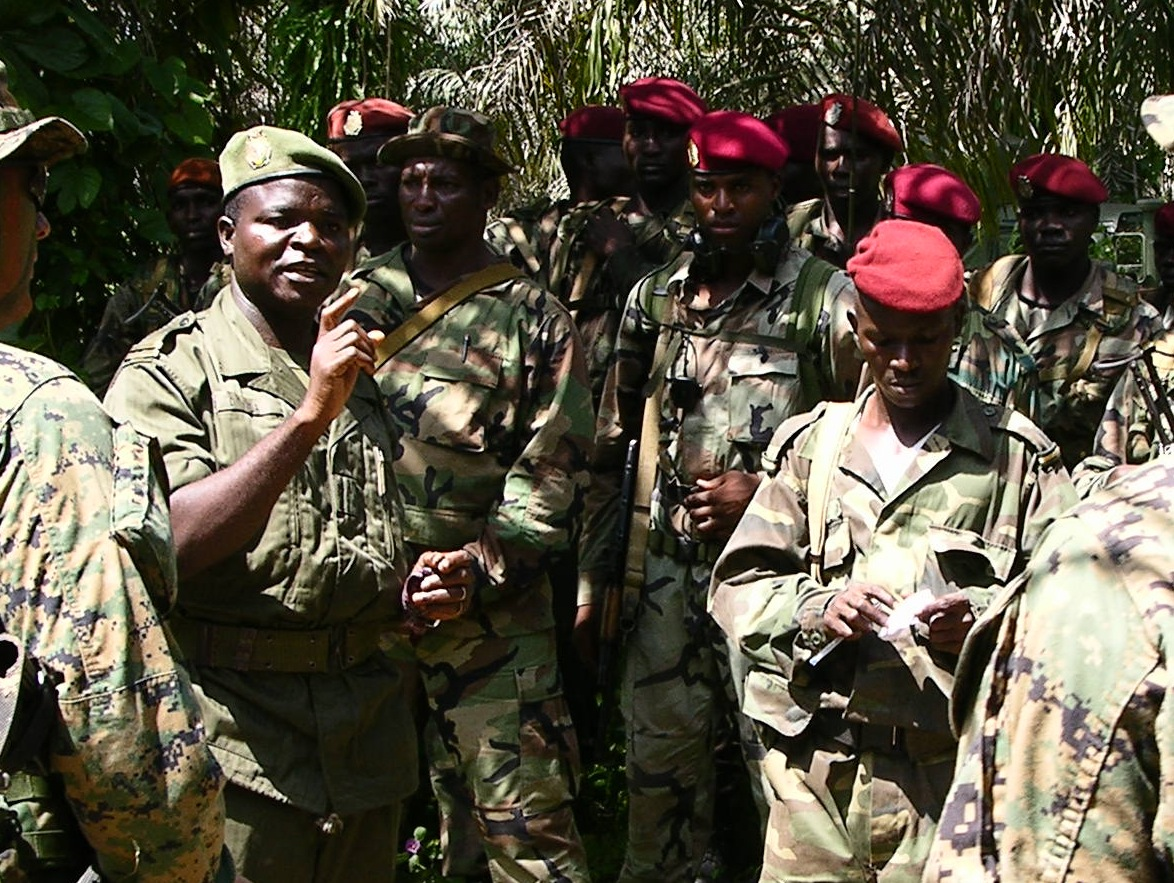
Le 1er lieutenant David Haba (à gauche), devenu en 2009 l’envoyé spécial du gouvernement militaire auprès des dirigeants étrangers.

Le coup d'État de décembre 2008 en Guinée est la prise de pouvoir de la junte militaire emmenée par Moussa Dadis Camara, à la suite de la mort du président Lansana Conté. 
L'intervention des militaires interrompit le processus constitutionnel qui devait voir Aboubacar Somparé assurer l'intérim. Le capitaine Moussa Dadis Camara, à la tête du Conseil national pour la démocratie et le développement, s'autoproclame président de la République de Guinée. 
Ce coup d'État entraîna la suspension du pays au sein de l'Union africaine et prit fin avec l'investiture du premier président de la République élu démocratiquement depuis l'indépendance du pays en 1958, Alpha Condé.

## Contexte historique et politique
Indépendante de la France depuis 1958, la république de Guinée n'a connu en cinquante ans que deux présidents, Ahmed Sékou Touré et Lansana Conté. En 1984, à la mort du premier, l'intérim est assuré pendant quelques jours par Louis Lansana Beavogui, renversé le 3 avril 1984 par un coup d'État militaire dirigé par Diarra Traoré et Lansana Conté. Ce dernier devient président.

## Faits
Le 23 décembre 2008, le président de l'Assemblée nationale Aboubacar Somparé annonce la mort du président de la République, survenue la veille. Il demande au président de la Cour Suprême, Lamine Sidimé, de constater la vacance du pouvoir afin de pouvoir assurer l'intérim comme le prévoit la constitution.

## Réactions

### Réactions internationales
Le 29 décembre, l'Union africaine suspend la Guinée de ses activités, suivie mi-janvier par la CEDEAO.

## Prolongements
Dès sa prise du pouvoir, la junte annonce qu'il s'agit d'une période de transition qui devrait s'achever en 2010 par la tenue d'élections libres. Mi-février 2009, Moussa Camara s'engage à organiser des élections libres fin 2009. Ce scénario ne se réalisera pas, le massacre du 28 septembre 2009 plongeant le pays et la communauté internationale dans la consternation. Moussa Dadis Camara est grièvement blessé par son aide de camp en décembre 2009, puis hospitalisé au Maroc avec des séquelles neurologiques. Il a depuis signé une lettre dans laquelle il renonçait au pouvoir et en acceptait la dévolution.